# Melolobium peglerae
Melolobium peglerae är en ärtväxtart som beskrevs av Dummer. Melolobium peglerae ingår i släktet Melolobium och familjen ärtväxter. Inga underarter finns listade i Catalogue of Life.